# 大野久次
大野 久次（おおの きゅうじ、1859年6月5日（安政6年5月5日） - 1931年（昭和6年）5月18日）は、明治から昭和時代初期の政治家。衆議院議員（3期）。

## 経歴
伊豆国賀茂郡湊村（静岡県賀茂郡竹麻村を経て現南伊豆町）出身。同人社に学ぶ。静岡県会議員、同常置委員、同参事会員を歴任した。その後、1903年（明治36年）3月の第8回衆議院議員総選挙では静岡県郡部から出馬し当選。つづく第9回、第10回総選挙でも当選し、衆議院議員を3期務めた。